# 埼玉県道378号中井松伏線

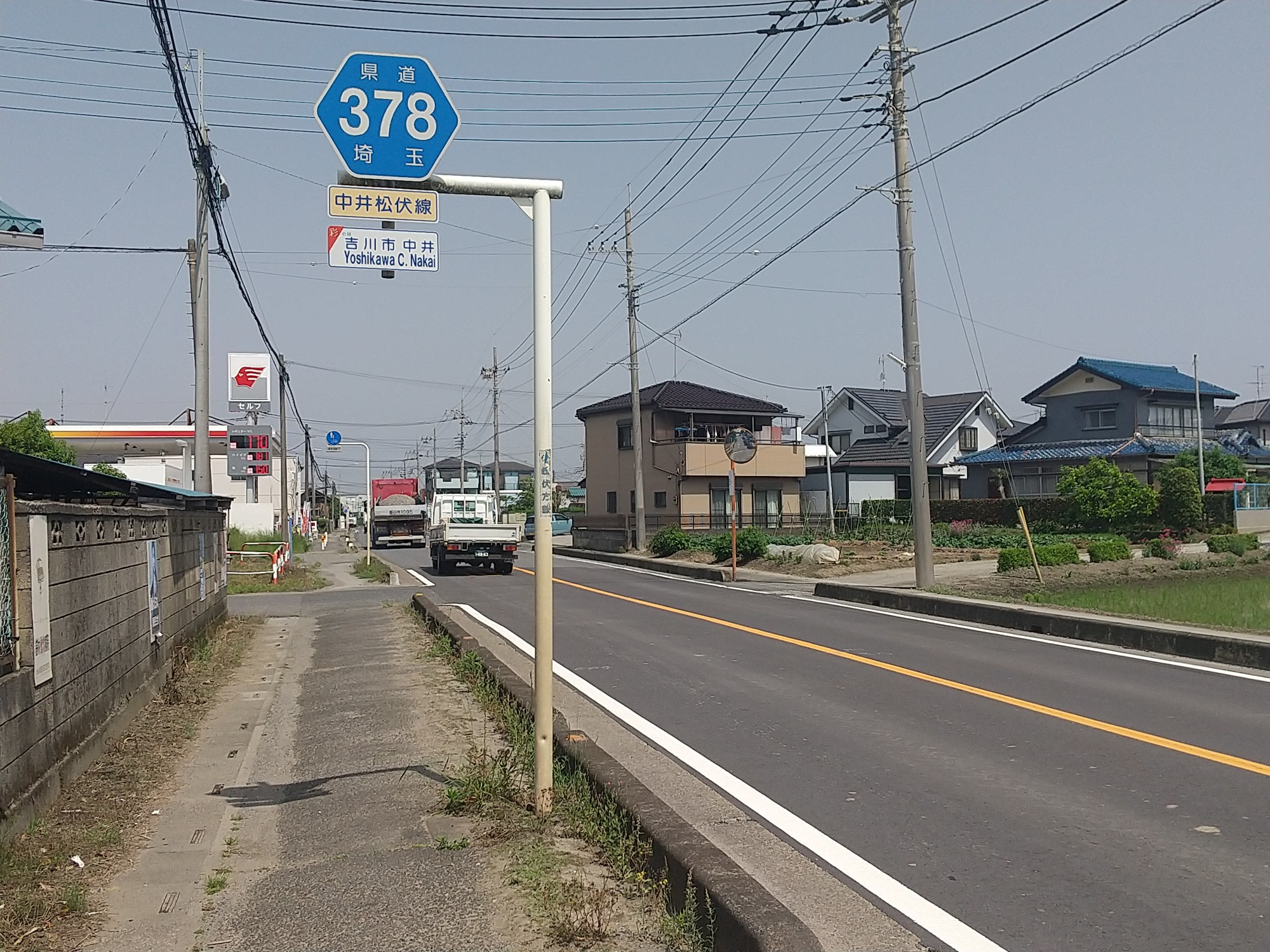
吉川市中井付近

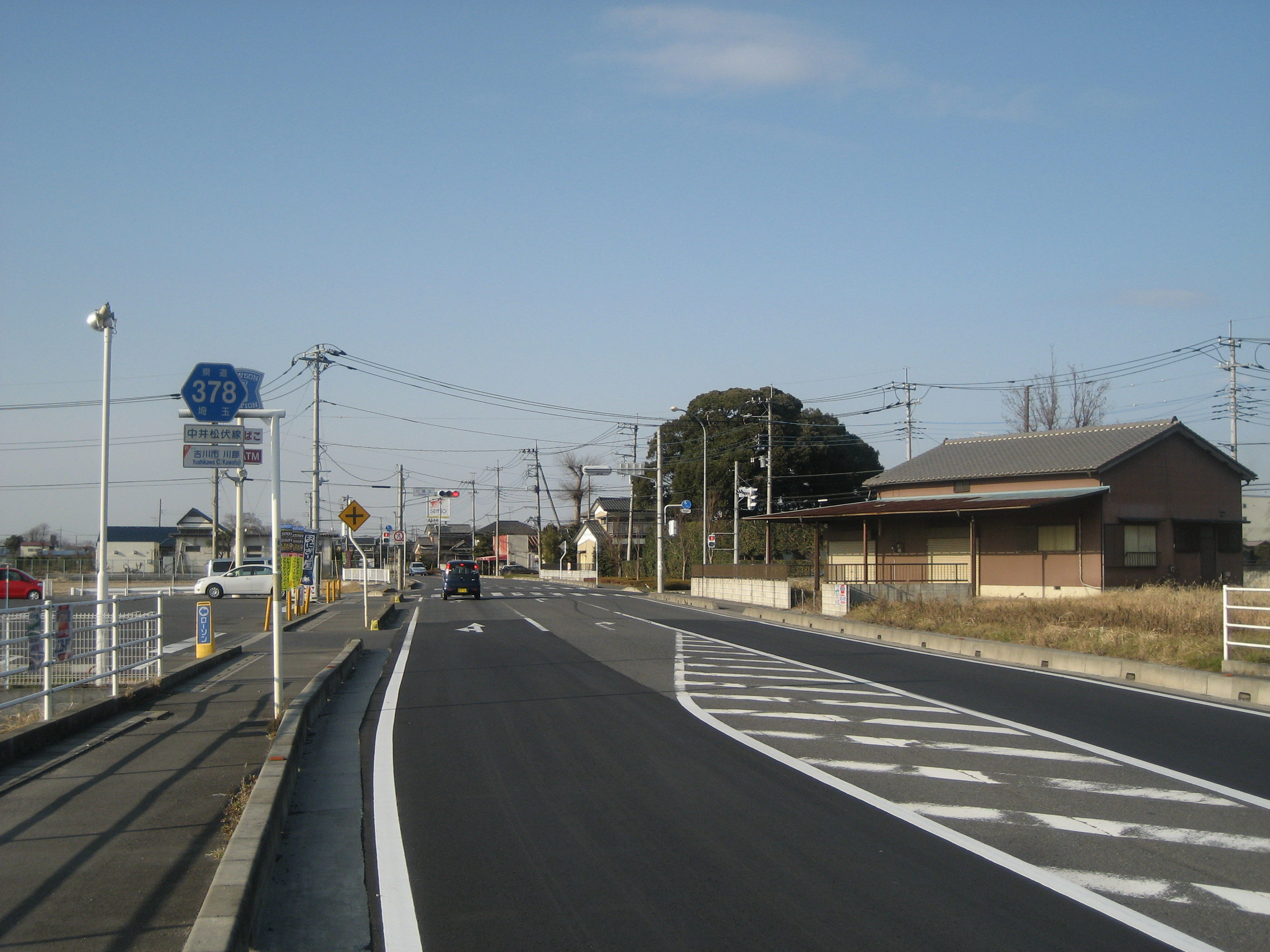
吉川市川藤付近

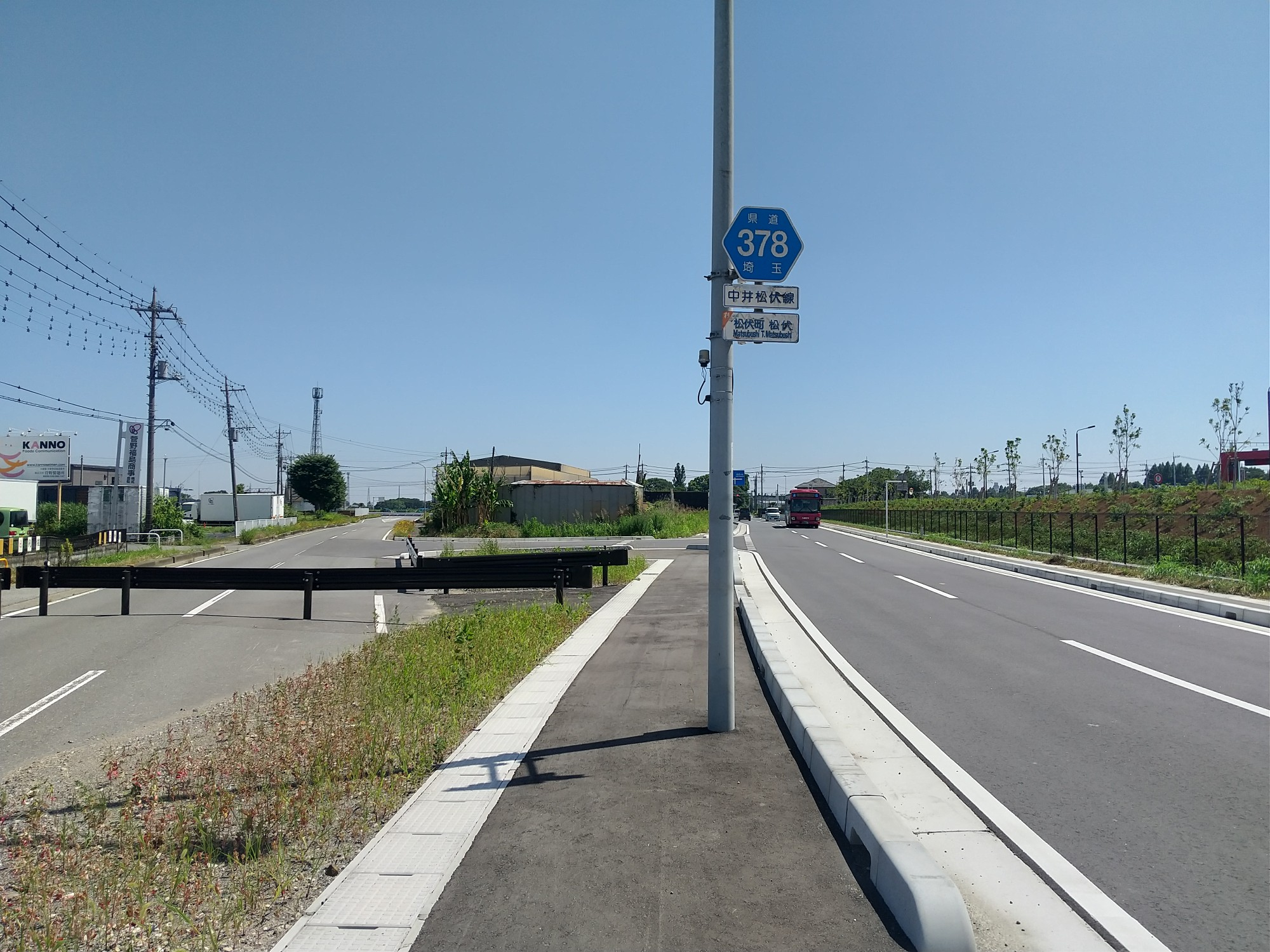
松伏町松伏付近

埼玉県道378号中井松伏線（さいたまけんどう378ごう なかいまつぶしせん）は、埼玉県吉川市から北葛飾郡松伏町を結ぶ一般県道である。

## 路線概要
- 起点：吉川市・中井三丁目交差点（埼玉県道377号交点）
- 終点：北葛飾郡松伏町・田島交差点（埼玉県道19号交点）
- 路線延長：7,644m

## 地理

### 通過自治体
- 埼玉県
  - 吉川市
  - 北葛飾郡松伏町

### 交差する道路
| 交差する道路                       | 交差点名           | 所在地 |
| ---------------------------------- | ------------------ | ------ |
| 埼玉県道377号加藤平沼線            | 中井三丁目【起点】 | 吉川市 |
| 埼玉県道326号川藤野田線            | 川藤               | 吉川市 |
|                                    | 拾壱軒             | 吉川市 |
| 国道4号（東埼玉道路）              | 松伏記念公園入口   | 松伏町 |
| 埼玉県道19号越谷野田線（バイパス） | 田島（南）         | 松伏町 |
| 埼玉県道19号越谷野田線             | 田島【終点】       | 松伏町 |

### 交差する河川
- 木売落「新栄橋」
- 中川「旭橋」

### 沿線の主な施設
- 吉川松伏消防組合消防本部・吉川消防署
- 吉川市立旭小学校
- 東埼玉テクノポリス